# Мілютинська
Мілютинська — станиця в Ростовській області, Росія. Адміністративний центр Мілютинського району і Мілютинського сільського поселення.

## Назва
Станиця Мілютинська названа на честь видатного державного і військового діяча, вченого, генерал-фельдмаршала графа Дмитра Олексійовича Мілютіна.

## Історія
Станиця Мілютинська утворена 17 березня 1876 року на вільних Військових землях, на підставі постанови Військової ради. З першого загального перепису населення Росії 1897 року в станиці Мілютинській було 225 дворів, мешкало 700 душ чоловічої і 696 жіночої статі. З них письменних — 320 чоловіків та 104 жінки, у тому числі середню освіту мали 3 чоловіки та 1 жінка, вищу — 1 чоловік.
З 1935 року Мілютинська стала адміністративним центром Мілютинського району.

## Географія
Станиця Мілютинська розташована за 270 км на північний схід від Ростова-на-Дону у межах Доно-Донецької рівнини на правому березі річки Гнила.

## Населення
| Чисельність населення, осіб | Чисельність населення, осіб | Чисельність населення, осіб | Чисельність населення, осіб | Чисельність населення, осіб | Чисельність населення, осіб |
| 1959                        | 1970                        | 1979                        | 1989                        | 2002                        | 2010                        |
| --------------------------- | --------------------------- | --------------------------- | --------------------------- | --------------------------- | --------------------------- |
| 1 081                       | 1 505                       | 2 165                       | 2 758                       | 2 747                       | 2 518                       |

## Пам'ятки
- Церква Вознесіння Господнього.[5]